# قلعه دختر (بیله‌سوار)
قیز قلعه سی (قیزقالاسی) به فارسی «قلعه دختر»، در حدود ۱۵ کیلومتری جنوب بیله سوار در مسیر جاده بیله سوار - اردبیل در روستایی تحت همین عنوان قرار دارد. این روستا به مناسبت قرار گرفتن در پای قلعه‌ قیزقالاسی  به همین نام مشهور است.

## موقعیت قلعه
بنای این قلعه به سده‌های پیشین مربوط است و آثار این قلعه در قسمت شمال غربی روستای قیز قالاسی مشهود است. روستای انجیرلو نزدیکترین آبادی به این قلعه است که کمتر از یک کیلومتر فاصله دارد. راجع به  قیزقالاسی افسانه‌های زیادی در بین اهالی محل مشهور است. از آن جمله گفته می‌شود که در دوران گذشته قیزقالاسی تمدنی بزرگ و آباد بوده که روزی دسته‌ای از مارها به این شهر حمله می‌کنند و مردم از ترس مارها مجبور به ترک شهر می‌شوند. از آن زمان به بعد شهر به ویرانه تبدیل می‌شود. به نظر می‌رسد محل باجروان تاریخی محل فعلی قیز قالاسی  یا خیلی نزدیک به آن بوده‌است.